# Xenopus boumbaensis
Xenopus boumbaensis é uma espécie de anfíbio da família Pipidae.
É endémica dos Camarões.
Os seus habitats naturais são: florestas subtropicais ou tropicais húmidas de baixa altitude, rios, marismas de água doce e marismas intermitentes de água doce.